# Maurycy Gottlieb

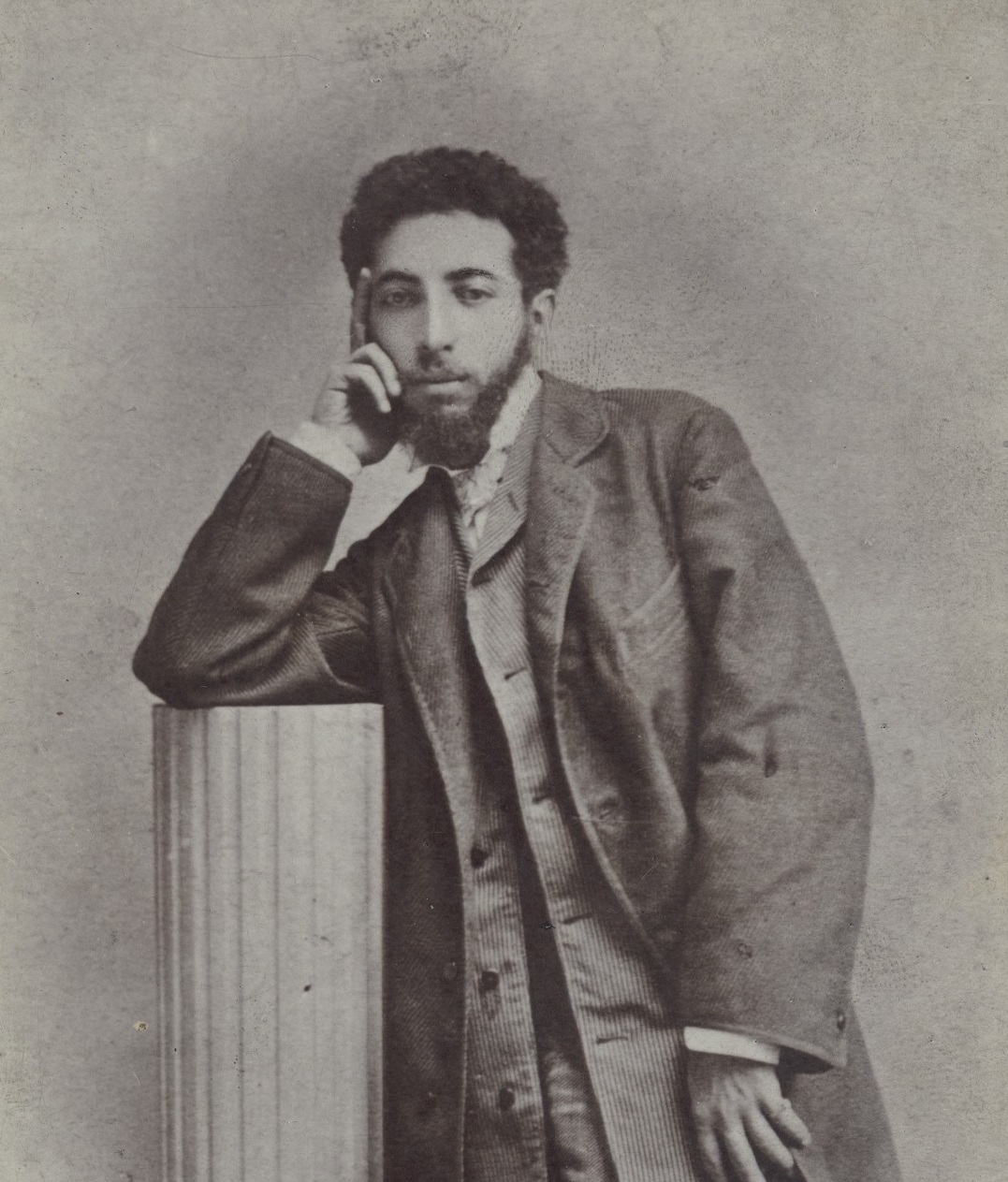
Maurycy Gottlieb

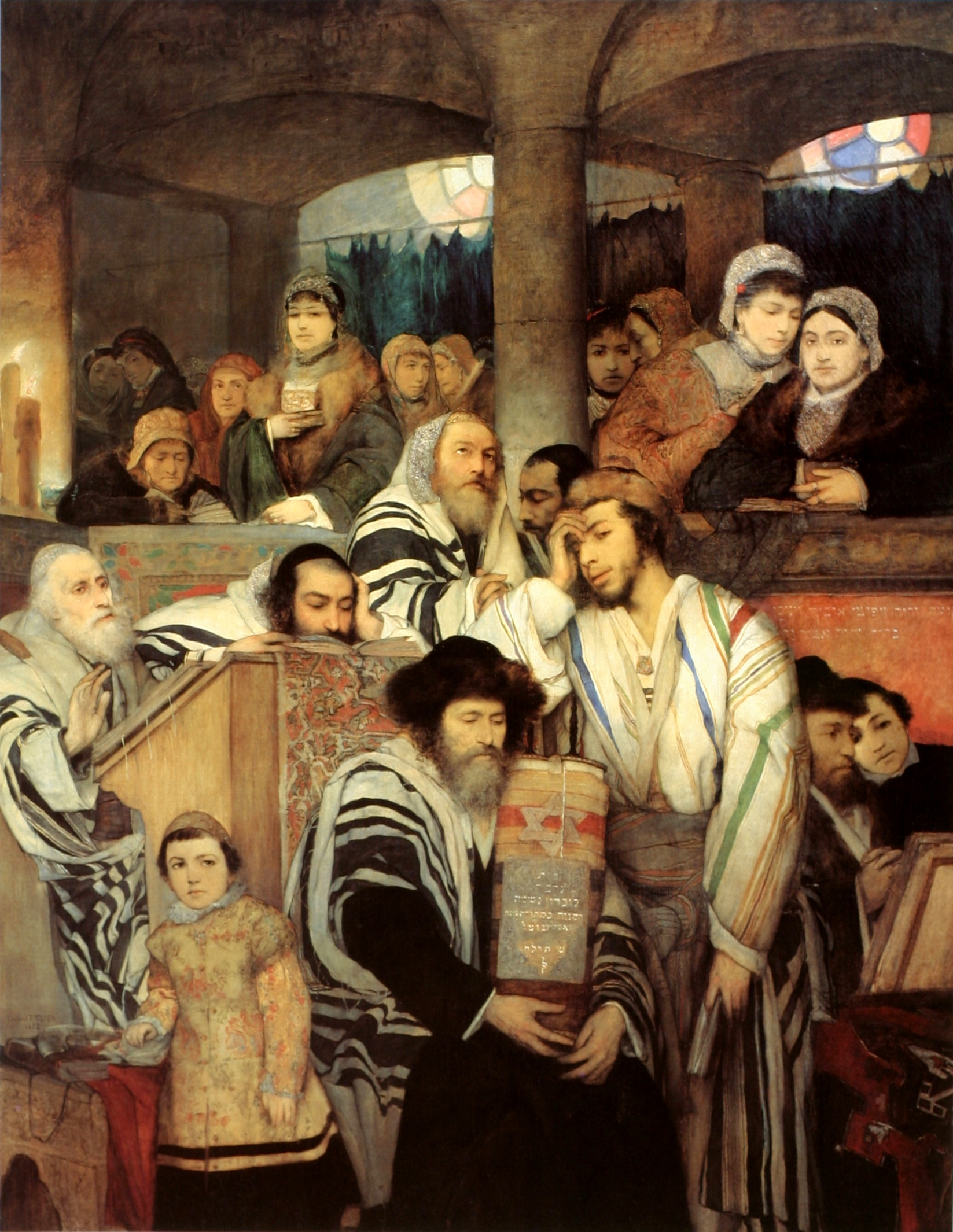
Juden in der Synagoge am Jom Kippur, 1878, Öl auf Leinwand, 245 × 192 cm, Tel Aviv Museum of Art

Maurycy Gottlieb (geboren am 21. Februar 1856 in Drohobytsch; gestorben am 17. Juli 1879 in Krakau) war ein polnisch-jüdischer Maler des Realismus, der vorwiegend in Wien und München wirkte. Obwohl er nur 23 Jahre alt wurde, hinterließ er etwa 300 Bilder, die meisten allerdings in unvollendetem Zustand. Sein wohl bekanntestes Werk Juden in der Synagoge am Jom Kippur entstand in Wien.

## Leben
Gottlieb wurde in eine polnisch-jüdische Familie im damals zum Kaisertum Österreich gehörenden Galizien geboren und besaß zehn Geschwister. Während sich seine Mutter Fanya (geb. Tigerman) um die Kinder kümmerte, war sein Vater Izaak zunächst als Bekleidungshändler tätig und gründete später während des Booms der Erdölindustrie in Galizien eine eigene Erdölraffinerie in Drohobytsch.
Nach dem Aufenthalt an einer Klosterschule der Brasilianischen Patres in Drohobytsch besuchte Gottlieb das Gymnasium in Lemberg. Wegen einer Karikatur eines Lehrers wurde er von diesem jedoch verwiesen, bekam allerdings weiterhin Privatunterricht und bestand auf diese Weise die Prüfungen an der unteren Realschule in Stryj. Bereits im Alter von 15 Jahren begann er das Studium der Malerei an der Akademie der bildenden Künste Wien, anschließend ging er nach Krakau, um sein Studium bei Jan Matejko fortzusetzen. Wegen des Antisemitismus seiner Kommilitonen verließ er Krakau nach weniger als einem Jahr und ging zurück nach Wien. Studienreisen führten ihn auch nach München und Rom.
Im Alter von 20 Jahren gewann Gottlieb 1876 die Goldmedaille der Akademie der Bildenden Künste München für das Bild Shylock und Jessica, nach einer Szene aus William Shakespeares Der Kaufmann von Venedig. Das Porträt der Jessica zeigt Laura Rosenfeld, die Gottlieb heiraten wollte. Nachdem er zunächst akzeptiert worden war, wurde er dann doch zurückgewiesen. Als er erfuhr, dass Rosenfeld einen anderen Mann geheiratet hatte, setzte er sich möglicherweise absichtlich der Kälte aus und starb an den Folgen der Unterkühlung.
Seine jüngeren Brüder Marcin Gottlieb (1867–1931) und Leopold Gottlieb (1879–1934) waren ebenfalls Maler.

## Werk
Während Gottliebs frühe Bilder nationalistische polnische Sujets aufwiesen, wandte er sich bald jüdischen Themen zu. Seine Eltern hatten ihn im Geiste des Zeitalters der Aufklärung nicht-religiös erzogen, doch er wollte seine Wurzeln in der jüdischen Kultur studieren und las dafür Heinrich Graetz’ mehrbändige Geschichte der Juden.
Sein Bild Jesus predigt in Kafarnaum erregte Aufsehen, da es Jesus, mit Pejes (Schläfenlocken) und Tallit (Gebetsschal), als Rabbi abbildet, der Mitjuden unterrichtet.
Juden in der Synagoge am Jom Kippur, entstanden in Wien, das als sein wohl bekanntestes Werk gelten kann, zeigt zwanzig Figuren, von denen zehn als Personen aus seinem privaten Umfeld bekannt sind. Zwei Mal abgebildet ist auf der Frauenempore seine Verlobte Laura Rosenfeld, zudem ihre Eltern, die eigenen Eltern des Künstlers, sowie er selbst in drei verschiedenen Lebensphasen: als Kind, als Jugendlicher und als Mann. Im Sinne des in vielen jüdischen Gemeinden verbreiteten Brauchs, gespendete Ritualien mit Widmungen an verstorbene Angehörige zu versehen, trägt der Toraschild die Aufschrift: „Tora-Krone/gespendet/im Andenken an die Seele/des von uns geschiedenen/unseres geehrten Lehrers und Rabbiners Mosche/Gottlieb im gesegneten gläubigen Andenken/im Jahr 5638 [der jüdischen Zeitrechnung].“ Die Inschrift bezeichnete Gottlieb somit bereits als Verstorbenen, als er noch lebte und spiegelt eine Art Todessehnsucht. Laut seinem Freund Nathan Samueli entfernte Gottlieb die Inschrift auf Wunsch des Vaters, brachte sie jedoch ein Jahr später, kurz vor seinem Tod, wieder an.
Gottlieb strebte mit seiner jüdischen Historienmalerei einen christlich-jüdischen Brückenschlag an und widersprach entschieden dem Nationalismus seiner Zeit. Dabei vertrat er die Integration des Judentums in die Umgebungsgesellschaft, aber nicht die Aufgabe der jüdischen Identität.
Nach dem Fall des Kommunismus wuchs sein Ruf erheblich, als ab 1989 viele unbekannte Sammlungen in Polen wiederentdeckt wurden. Heute besitzen sowohl das Nationalmuseum in Krakau, als auch das Nationalmuseum in Warschau ausführliche Sammlungen seiner Werke. Im Museum der Geschichte der polnischen Juden in Warschau hängt zudem sein Selbstporträt im Gewand eines polnischen Adeligen.

## Galerie

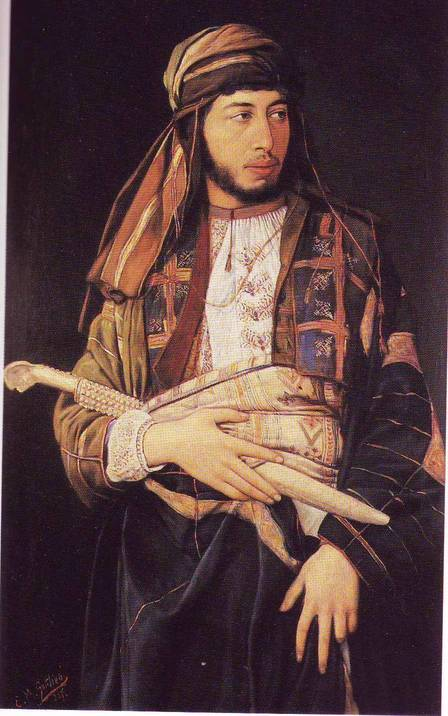
Selbstporträt in arabischer Kleidung
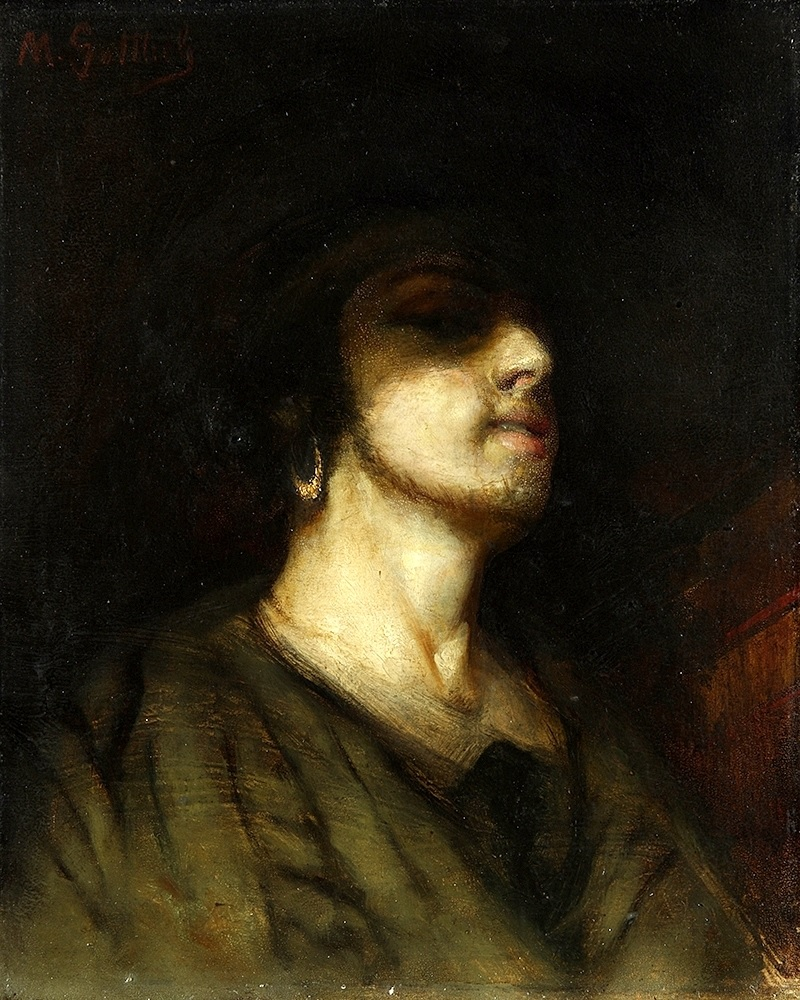
Selbstporträt (1876)
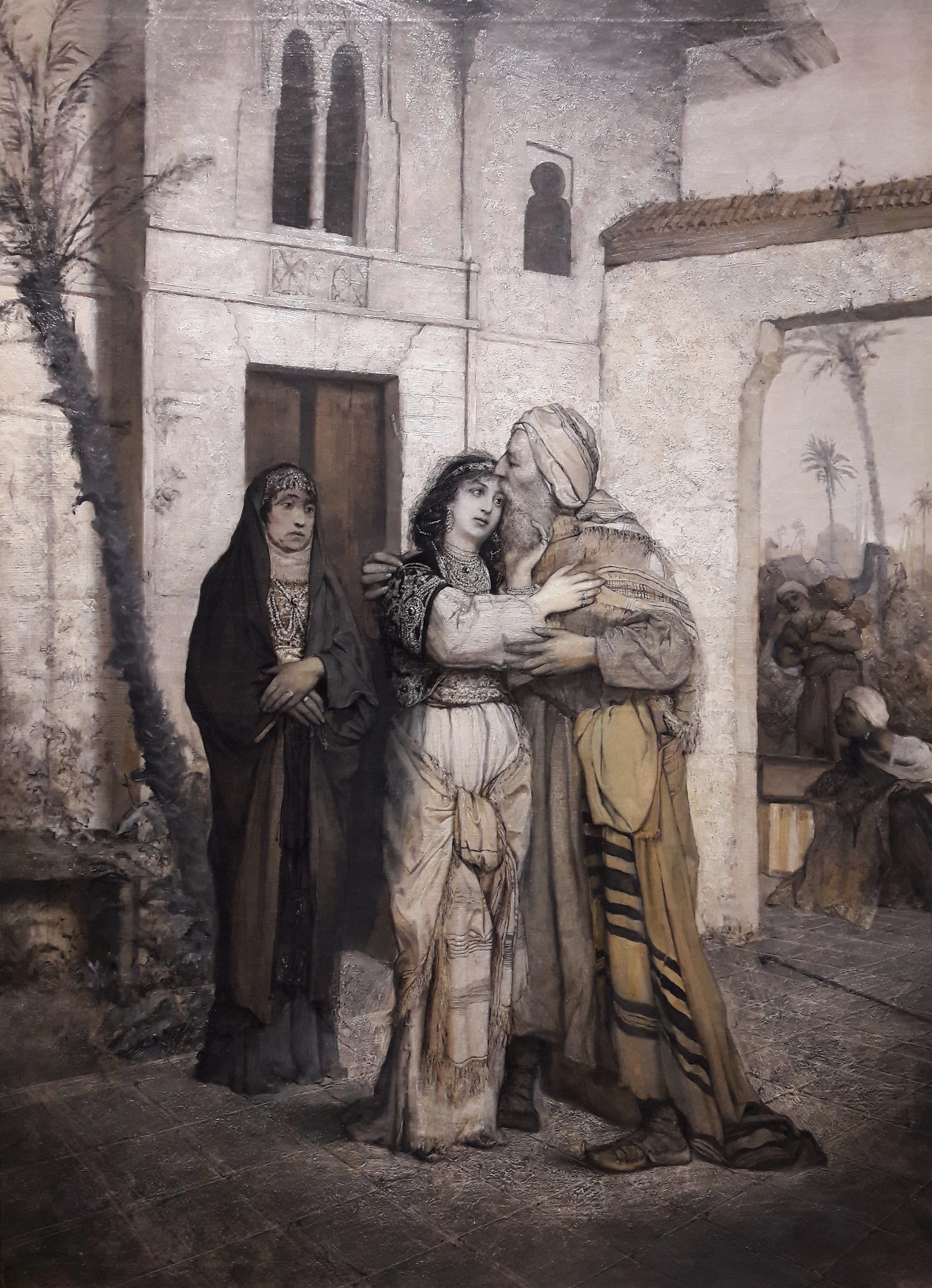
Recha begrüßt ihren Vater, 1867–1877
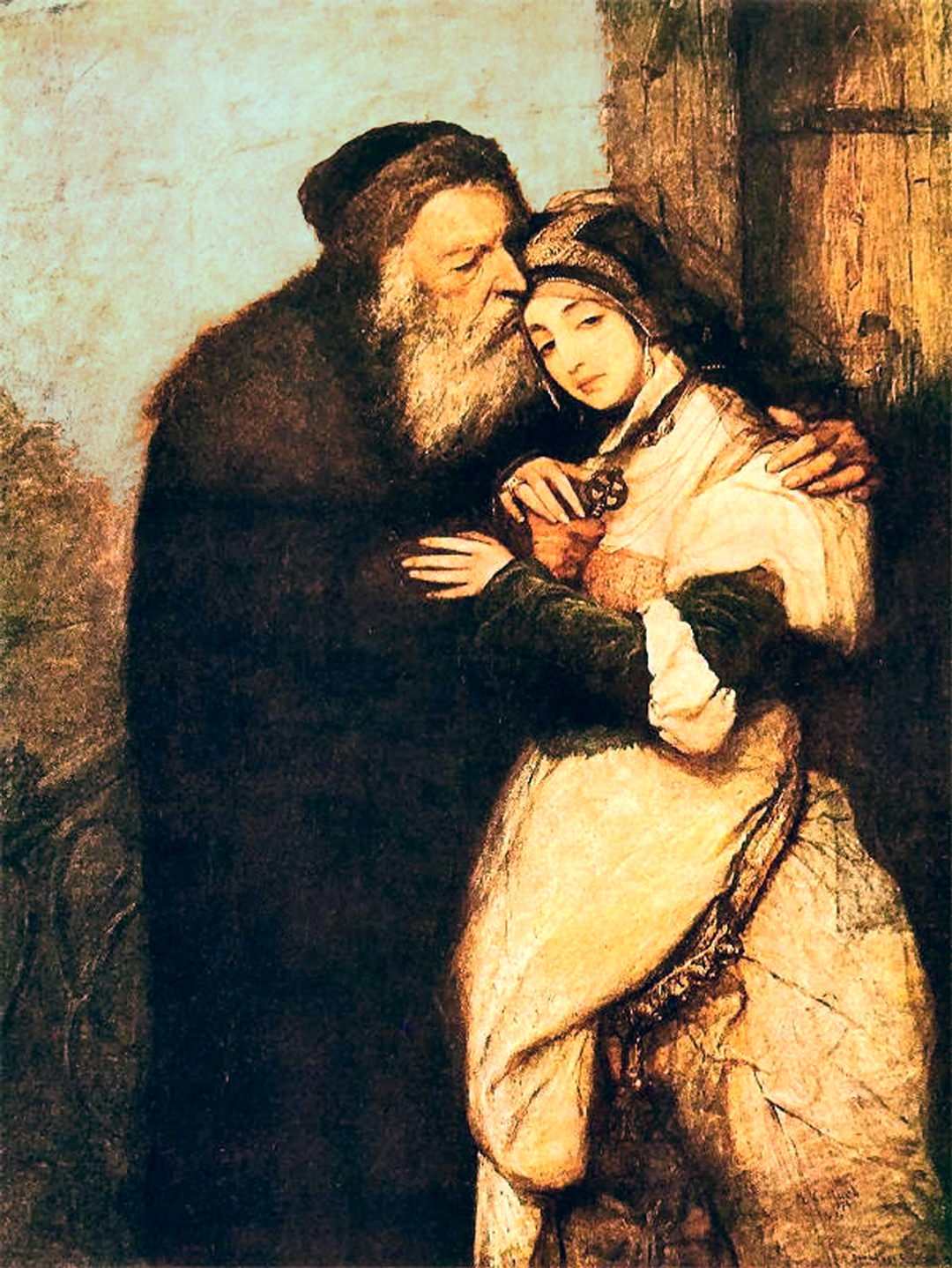
Shylock and Jessica, 1876
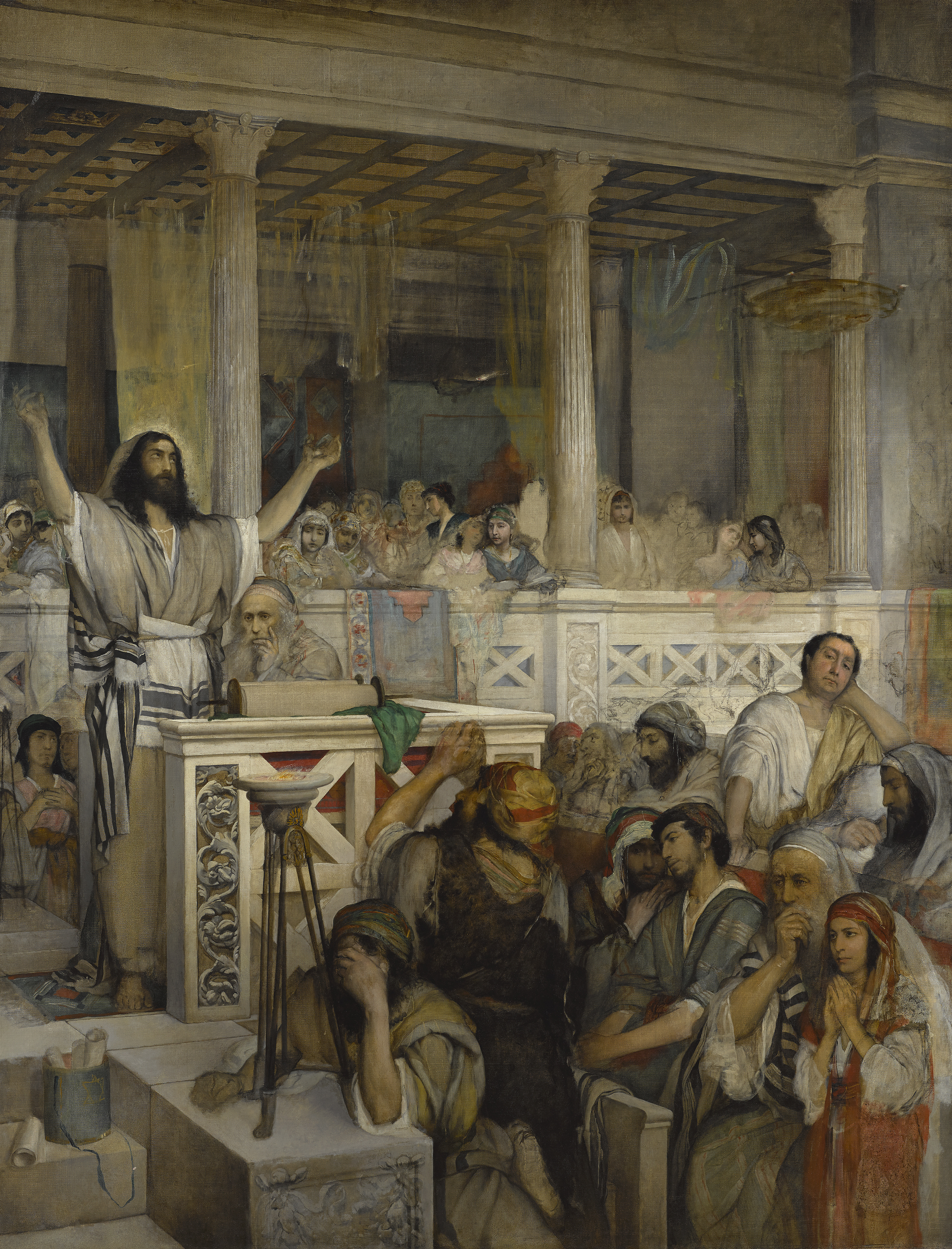
Jesus predigt in Kafarnaum, 1879
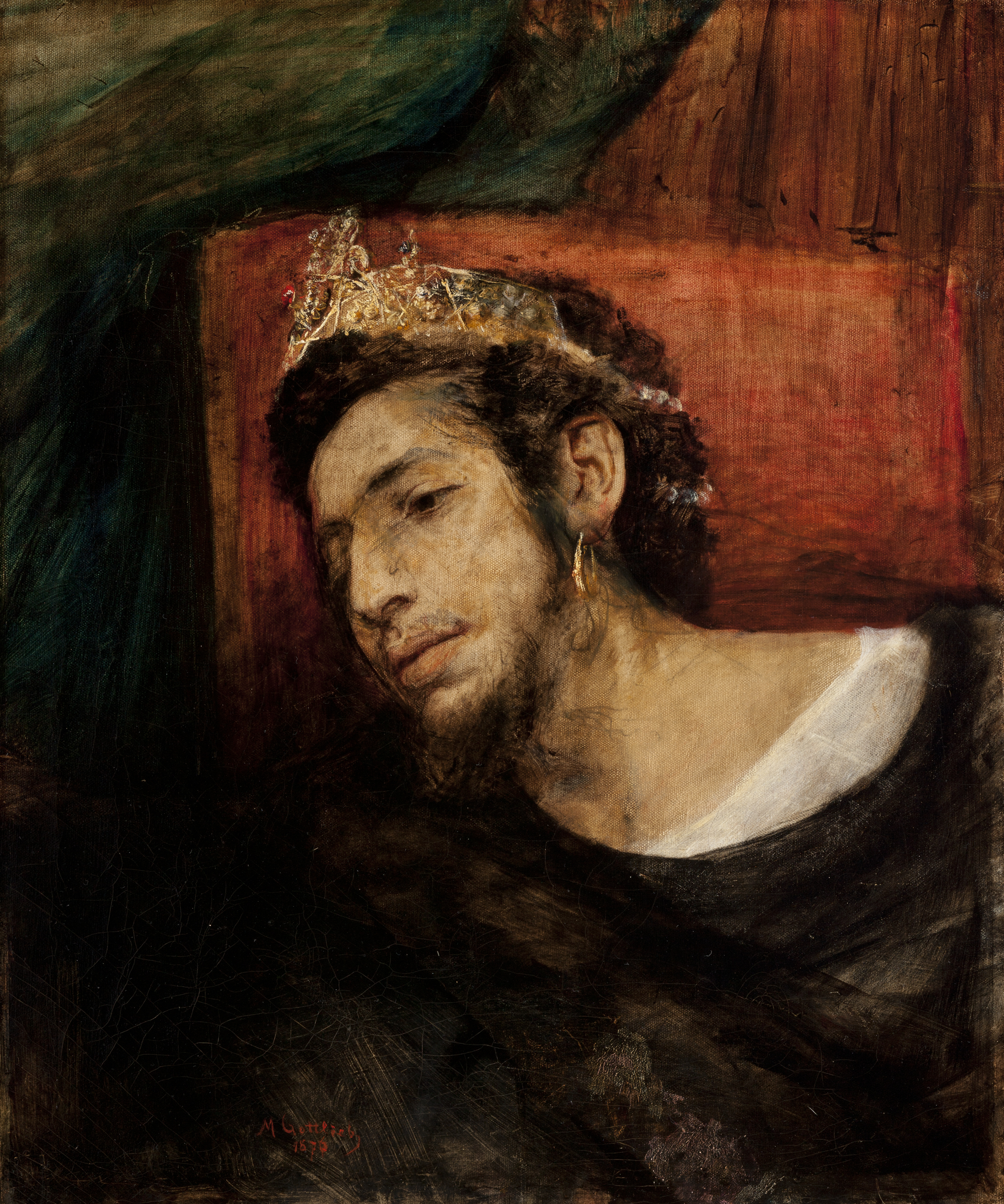
Ahasver (1876)